# ファンキーモンキークリニック
ファンキーモンキークリニックは、かつてマセキ芸能社で活動していた日本のお笑いコンビである。1995年3月結成、2004年2月20日解散。

## 経歴
- 両者ともに役者を志して日本映画学校俳優科へ入学する。
- 2年時の漫才講義で講師から勧められてコンビを組む。漫才公演が好評で、講師の内海好江に｢ウチに来なさい｣と招かれて在学中からマセキ芸能社に所属する。身長差が17センチメートル (cm) のデコボココンビであった。
- 同期芸人にビビる、猿岩石、スープレックス（劇団ひとりのコンビ）、アンタッチャブル、サバンナ、ふかわりょう、アメリカザリガニらがいる。
- 2004年2月20日に高橋が芸能界から引退してコンビを解散[1]し、しょうへいはピン芸人として活動する。

## メンバー
- 藤本 昌平（ふじもと しょうへい、1974年2月3日 - ）
  - 神奈川県横浜市出身で、血液型はO型、身長は167cmで、「しょうへい」と愛称される。
  - 横浜市立もえぎ野中学校、麻布大学附属渕野辺高等学校、日本映画学校俳優科をそれぞれ卒業する。同期に古坂大魔王、脚本家の足立紳、2期後輩にバカリズムらがいる。
  - 劇団ひとりのコンビ時代（スープレックス）の相方と同居した。
  - 解散後は「しょうへい」名義でピン芸人として活動する。2004年12月から放送作家として『ジャンクSPORTS』などを担当する。2008年1月から静岡放送『細川茂樹 SBSで行こう!〜Shigeki Break Saturday〜』にレギュラー出演し、2011年4月からテレビ朝日『劇団ひとりの新番組を考える会議』や、J-WAVE『RADIPEDIA』、ニッポン放送『土田晃之 日曜のへそ』、ラジオNIKKEI第1『＃とらメロ 荻野可鈴のお金が全て?』を担当する。
  - つかみのギャグに三瓶のネタをオマージュした「しょうへ～です」がある。
- 高橋 卓（たかはし すぐる、1974年1月14日 - ）
  - 東京都世田谷区出身で、血液型はA型、身長は183cmで、「すぐる」と愛称される。
  - 解散と同時に芸能界を引退し、東貴博がオーナーのもんじゃ焼き店『浅草MJ』で店長を務めた。

## 備考・エピソード
- 両者は本名で活動するが、名前で紹介されることが増えて愛称となる。
- 小室哲哉がプロデュースする『566』のメンバーとして歌手デビューしてCDを2枚発売する。2枚目の『Never Say Why, Never Say No』（566 featuring 中野さゆり名義）は、テレビアニメ『金田一少年の事件簿』のオープニングテーマに起用され、オリコン最高位は56位で印税は8円だった。
- 「爆笑オンエアバトル」でネタの所要時間が6分を超え、照明が暗転して強制終了される。当時は失格のルールがなく、審査対象と扱われるも強制終了のために放送されなかった。
- しょうへいはイチローに顔が似ており、番組でものまねを披露する。ロケ時にイチローと勘違いした子供に囲まれてサインを描いた。
- ものまねバトルに長谷川滋利（すぐる）とイチロー（しょうへい）のものまねで出演する。しょうへいのそっくりな様子にスタジオが湧いたが、すぐるは司会のヒロミや共演のプリティ長嶋から「似てない」「（髪が薄いから）気をつけなさい」など不評であった。
- 出川哲朗とファンであった阿部瑠理子の両者を引き合わせ、結婚の契機となる。
- テレビ局の楽屋前廊下で2人がネタ合わせ中にビートたけしが通りかかった。たけしは、エレベーターを降りて楽屋へ向かうも2人を見掛けると、反対方向のジュース自動販売機へ向かい煙草を吸い始めた。「殿、タバコは楽屋でも吸えますから早く楽屋に入りましょう」と促すと、「今俺が行ったらあいつらの邪魔になっちゃうじゃねぇか、終わるまでここで待ってるよ」とその場で3本喫煙した。のちにたけしの弟子からこの逸話を伝えられ、優しさに感動した。

## 主な出演番組

### バラエティ番組
【レギュラー】
- ひざくりげ（テレビ朝日、マセキ芸能社同期のドロンズと2組でレギュラー出演する。｢しょうへいの彼女探しお見合い｣などヒット企画を連発し、深夜1時台にテレ朝の同時間帯初となる視聴率8.6％で社長賞となる。）
- ファンキー!ファンキー!（テレビ朝日、ドロンズが抜けて初冠番組となる。）
- モンキー!!モンキー!!（テレビ朝日、冠番組の第2弾で、クリニック！クリニック！まで番組名を変えながら継続する。）
- コムロ式（日本テレビ、小室哲哉の友達を作ろうオーディションで合格する。のちに566として小室哲哉プロデュースでCDデビューする。）
- radio TK（フジテレビ、 - 2001年9月、月 - 金の帯番組で、小室哲哉、木根尚登と4人でレギュラー出演し、BSの番組とリンクさせる番組作りが話題となる。）
- club TK（BSフジ、 - 2001年9月・小室哲哉らとレギュラー出演する。『小室哲哉が子どもしか入れないクラブを作った』設定でファンキーの2人は店員役、番組内の呼称はしょうへいが『MASH』すぐるが『TACK』。）
- BOON!（日本テレビ、準レギュラーオーディションをバナナマンやU-turnらと争い勝利する。海外レポーターとして4か国を旅するなどの企画で出演する。）
- MOBI（日本テレビ・しょうへいのみレギュラー出演する。）
- GTに行こう!（テレビ東京、ヒロミとレースに出場する。）
- 笑いの巣（日本テレビ、東京の人気コント芸人が集結したコント番組。）
- ウラ日テレ（日本テレビ、ラーメンズ、バナナマン、アンタッチャブル、おぎやはぎらと共に出演したコント番組。）
- ジャムパラ（日本テレビ、初のレギュラー番組。ビビる・スープレックス・新山千春らと出演する。）
- やしがにのウインク（フジテレビ、街中でゲリラコントのコーナーに出演する。）
- ミスMAP天国（TBS、MCとして出演する。）
- バリキン7 賢者の戦略（TBS、宍戸錠の手下役でレギュラー出演する。）
- アイドル2000.com（東海テレビ、2000年4月 - 2000年9月・U-turnとレギュラー出演する。）

【その他】
- ダウンタウンのガキの使いやあらへんで!!（日本テレビ、しょうへいが第4回ハイテンション王に出演する。）
- 踊る!さんま御殿!!（日本テレビ、2001年10月16日放送）
- タモリ倶楽部（テレビ朝日、20回以上出演して若手芸人で最多となる。）
- ボキャブラ天国（フジテレビ、キャッチコピーは「蒼い巨塔」）
- ウッチャンナンチャンの炎のチャレンジャー これができたら100万円!!（テレビ朝日、『72時間寝なかったら100万円』でしょうへいが2人まで残るなど度々出演する。）
- いろもん（日本テレビ系、しょうへいのキャラにMCの３人がキレる。）
- ろみひー（中京テレビ制作、日本テレビ系 スタジオパネラーとして度々出演する。）
- クイズ$ミリオネア（フジテレビ、出川哲朗の応援としてスタジオ出演する。）
- ものまねバトル（2001年ごろ出演、しょうへいの『代打イチローシリーズ』）
- ものまね王座決定戦（フジテレビ）
- 爆笑そっくりものまね紅白歌合戦（フジテレビ）
- S-FIELD（フジテレビ、サブMC）
- メントレG（フジテレビ系、楽屋前トーク）
- ワンダフル（TBS、レポーター出演）
- 爆笑オンエアバトル （NHK、戦績0勝4敗 最高270KB）
- ブレイクもの!（フジテレビ）
- タイムショック21（テレビ朝日）
- 芸能界大ボケだらけの天才クイズ王決定戦（エキシビジョン若手戦）
- 劇団ひとりの新番組を考える会議（テレビ朝日 ※放送作家として出演）

### テレビドラマ
- 恋は戦い!（テレビ朝日、2003年1月 - 3月）
- ドールハウス〜特命女性捜査班〜（TBS、2004年1月-3月）
- 国産ひな娘（テレビ東京）

### 映画
- 横浜ばっくれ隊 純情ゴロマキ死闘篇（1995年）
- WINDS OF GOD（1995年）
- ピンチランナー（2000年公開、東映）

### ラジオ
- 赤坂お笑いDOJO（TBSラジオ）
- ファンキーモンキークリニックのオールナイトニッポンR（1998年5月15日 ニッポン放送・芸人32組によるネタトーナメントで優勝してパーソナリティを担当する。）
- アフタヌーンブリーズ パート1（TOKYO FM・曜日担当レポーター）
- CATCH A BRAND NEW 566のコムロ式ラジオ（bayfm ※小室哲哉プロデュースユニット566のメンバーとして出演する。）

## ディスコグラフィー
シングル、小室哲哉プロデュースのユニット566名義
1. ハッピーです x3 ロンリーです x3 （2000年1月26日） - TM NETWORK「Happiness×3 Loneliness×3」の歌詞を変更したカバー
  - 作詞、小室みつ子・566
  - 作・編曲、小室哲哉
  - - 日本テレビ系『コムロ式』テーマソング。 c/w「マジドジ～西口で逢いましょう～ (滋養強壮エキス mix)」
  - オリコン最高順位は190位に終わり、小室哲哉が手がけた楽曲としては最も低い順位となっている。
2. Never Say Why, Never Say No / 566 featuring 中野さゆり (2000年8月9日)
  - 作詞、小室みつ子
  - 作・編曲、小室哲哉
  - - 日本テレビ系アニメ『金田一少年の事件簿』オープニングテーマ。
  - オリコン最高順位は56位。

## 放送作家しょうへいの担当番組

### レギュラー番組
- ジャンクSPORTS（フジテレビ）
- 日本人の3割しか知らないこと くりぃむしちゅーのハナタカ!優越館（テレビ朝日）
- トリニクって何の肉!?（朝日放送）
- 浜ちゃんが！（讀賣テレビ）
- オスカル!はなきんリサーチ（テレビ朝日）
- S☆1 BASEBALL（TBSテレビ）

### 特別番組
- クイズ・ドレミファドン!（フジテレビ）
- FNS27時間テレビ（フジテレビ）
- 浜田が豪華ゲストと専門店で新春爆買いツアー!（日本テレビ）

## 過去の担当番組

### テレビ
- 初詣!爆笑ヒットパレード（フジテレビ）
- 新春かくし芸大会（フジテレビ）
- すぽると!（フジテレビ）
- スポーツジャングル（フジテレビ）
- スーパーアスリートが夢の対決! ジャンクCUP 2010（フジテレビ）
- NEWジャンクSPORTS トーク復活祭り（フジテレビ）
- ジャイアントキリング! 世紀の番狂わせ（フジテレビ）
- NEWジャンクSPORTS 浜田×五輪アスリート=ロンドン（秘）裏話大収穫祭SP（フジテレビ）
- NEWジャンクSPORTS 浜田×スーパーアスリート=噂の真相飛び出す!SP（フジテレビ）
- 中居正広のこうして私はやっちゃいました! 神センス☆塩センス!（フジテレビ）
- 恋するガンバレー部（フジテレビ）
- 恋するガンバレー部2（フジテレビ）
- ウチくる!?（フジテレビ）
- 激☆王（フジテレビ　2010年1月-）
- GO!オスカル!X21（テレビ朝日）
- 劇団ひとりの新番組を考える会議（テレビ朝日）※構成、出演
- 業界トップニュース（テレビ朝日）
- 激論!どっちマニア（テレビ朝日）
- あっちマニア（テレビ朝日）
- マニュアル劇団（テレビ朝日）
- アレはスゴイはず!?（テレビ朝日）
- アレはスゴかった!!（テレビ朝日）
- あの名曲を方言で熱唱！全日本なまりうたトーナメント（テレビ朝日）
- お願い!ランキング（テレビ朝日）
- 勉強してきましたクイズ ガリベン（テレビ朝日）
- 特捜!まさかのルール（テレビ朝日）
- よろセン!（テレビ東京）
- 浜ちゃんと!（読売テレビ）
- 浜田が豪華ゲストと専門店で新春爆買ツアー！運が悪けりゃ自腹だSP」（日本テレビ・読売テレビ）
- 浜ちゃんの芸能界一斉捜査 正月からお前ら調子乗ってんのかSP（読売テレビ）
- ふり返れば同級生がいる!（読売テレビ）
- 抱きしめたいっ!（読売テレビ）
- 芸能人格付けチェック（朝日放送）
- ペットの王国 ワンだランド（朝日放送）
- Oh!どや顔サミット（朝日放送）
- トリハダ 〜感じるボロ〜ン〜（朝日放送）
- ハジメちゃん〜あなたの大人年齢は?〜（朝日放送）
- お笑いエピソードGP THE芸人伝説!（朝日放送）
- 芸能界ワイドショー家族No.1決定戦（朝日放送）
- 千鳥の気になる新常識（関西テレビ）
- 千鳥の知らなきゃ損する新常識（関西テレビ）
- プロ野球オールスター場外乱闘ホントのところ日本一はどこなんだスペシャル（関西テレビ）
- 浜田雅功の新春太っ腹!スーパースターにお年玉あげちゃおうSP（関西テレビ）
- 歌って笑って大騒ぎ!!お笑い芸人家族対抗マジ歌合戦!（関西テレビ）
- ブサイク男爵〜お笑い芸人魅惑の恋愛白書!それでもボクは恋をする〜（関西テレビ）
- ザ・ラストヒロイン〜ワルキューレの審判〜（東海テレビ）
- オレベスト!（AT-X）
- 2006トリノオリンピック中継（フジテレビ）
- 2008北京オリンピック中継（フジテレビ）
- 2018平昌オリンピック中継（テレビ朝日）
- 2020東京オリンピック中継（テレビ朝日）
- 2010FIFAワールドカップ南アフリカ大会中継（フジテレビ）
- 2014FIFAワールドカップブラジル大会中継（フジテレビ）
- プロ野球ドラフト会議中継（TBS）
- ザ・プロ野球（TBS）
- BANG BANG BASEBALL（TBS）
- 侍プロ野球（TBS）
- SAMURAI BASEBALL（TBS）
- 2009年世界陸上（TBS）
- 世界柔道選手権（フジテレビ）
- バレーボール・ワールドカップ（フジテレビ）
- 東京マラソン2011（フジテレビ）
- PRIDE GP中継（フジテレビ）
- PRIDE武士道中継（フジテレビ）

### ラジオ
- 土田晃之 日曜のへそ（ニッポン放送、放送作家として声出し）
- ＃とらメロ 荻野可鈴のお金が全て?（ラジオNIKKEI第1、放送作家として声出し）
- RADIPEDIA（J-WAVE、放送作家として声出し）
- 細川茂樹 SBSで行こう!〜Shigeki Break Saturday〜（2007年4月 - 2013年3月30日、静岡放送、放送作家として声出し）

## 舞台
- 夢みるアドレセンス ライブツアー構成